# Olha Kuryszko
Olha Mykołajiwna Kuryszko (ukr. Ольга Миколаївна Куришко, ur. 21 sierpnia 1988 w Połtawie) – ukraińska aktywistka społeczna, prawniczka i urzędniczka państwowa. Zastępczyni Przedstawicielki Prezydenta Ukrainy w Autonomicznej Republice Krymu od 30 czerwca 2023 roku. Od 5 grudnia 2024 roku pełniła obowiązki Stałej Przedstawicielki Prezydenta Ukrainy w Autonomicznej Republice Krymu, a od 24 stycznia 2025 roku oficjalnie sprawuje funkcję Stałej Przedstawicielki.

## Życiorys
Olha Kuryszko urodziła się 21 sierpnia 1988 roku w Połtawie. W 2010 roku ukończyła studia prawnicze na Narodowym Uniwersytecie Prawnym im. Jarosława Mądrego, uzyskując dyplom z wyróżnieniem. W 2015 roku uzyskała drugie wykształcenie wyższe w zakresie ekonomii międzynarodowej na Połtawskim Uniwersytecie Ekonomiczno-Handlowym.
W latach 2015–2016 pracowała jako prawniczka w koalicji organizacji publicznych „Centrum Zasobów Pomocy Osobom Wewnętrznie Przesiedlonym”, a później w projekcie „Dom Ludzi Wolnych”. W tym okresie zajmowała się pomocą prawną dla osób wewnętrznie przesiedlonych, analizą ustawodawstwa i inicjatywami adwokackimi. W latach 2016–2021 była ekspertem ds. adwokacji i wiceprzewodniczącą zarządu organizacji społecznej „KrymSOS”, gdzie zajmowała się udzielaniem pomocy prawnej, przygotowywaniem dokumentów prawnych, analizą ustawodawstwa i organizacją wydarzeń adwokackich.
W grudniu 2021 roku dołączyła do Przedstawicielstwa Prezydenta Ukrainy w Autonomicznej Republice Krymu, gdzie objęła stanowisko kierownika działu wsparcia prawnego. W czerwcu 2023 roku została mianowana zastępcą Stałej Przedstawicielki, a od 5 grudnia 2024 roku, po odwołaniu Tamiły Taszewej, pełniła funkcję Stałej Przedstawicielki. 24 stycznia 2025 roku oficjalnie objęła stanowisko Stałej Przedstawicielki Prezydenta Ukrainy w Autonomicznej Republice Krymu.